# دی‌جی سابرینا د تینیج دی‌جی
دی‌جی سابرینا د تینیج دی‌جی (به انگلیسی: DJ Sabrina the Teenage DJ) (مخفف‌شده DJSTTDJ) یک تهیه‌کنندهٔ موسیقی الکترونیک مستقر در لندن است که با این نام هنری شناخته می‌شود. نام وی برگرفته از سریال تلویزیونی سابرینا جادوگر نوجوان است و ایدهٔ آن نیز از یک کامنت در یوتیوب آمده است. او نخستین آلبومش را تحت عنوان جادوسازی در سال ۲۰۱۷ منتشر نمود. تأثیرات موسیقیایی اصلی او از هنرمندان پلاندرفونیکس و صحنهٔ موسیقی اوتسایدر هاوس بریتانیا در سال‌های دههٔ ۲۰۱۰ نشأت گرفته‌اند.